# Ной-Гарц
Ной-Гарц (нем. Neu Gaarz) — община в Германии, в земле Мекленбург — Передняя Померания. 
Входит в состав района Мюриц.  Население составляет 115 человек (на 31 декабря 2010 года). Занимает площадь 13,34 км².